# Champions des États-Unis de natation en bassin de 50 m du 800 m nage libre
Cette page liste les Champions des États-Unis de natation en bassin de 50 m du 800 m nage libre.

## 800 mètres nage libre messieurs
| Championnat                              | Ville               | Nageur                           | Naissance | Âge | Club                           | Temps                       |
| 1976 sélections olympiques (juin) (50 m) | Long Beach, CA      | Bobby Hackett                    |           |     | Bernal's                       | 8 min 01 s 54 RUSA          |
| -----                                    |                     |                                  |           |     |                                |                             |
| -----                                    |                     |                                  |           |     |                                |                             |
| 1980 printemps (avril) (50 m)            | Austin (TX)         | Djan Madruga                     |           |     | Mission Viejo                  | 7 min 59 s 85               |
| 1980 sélections olympiques (août) (50 m) | Irvine, Ca          | Brian Goodell                    | 1959      | 21  | Mission Viejo                  | 7 min 59 s 66 RUSA          |
| 1981 printemps (avril) (25 yd)           |                     | Brian Goodell                    | 1959      | 22  | Mission Viejo                  | 8 min 58 s 54               |
| 1981 été (août) (50 m)                   |                     | Doig Towne                       |           |     | Tucson Farmer John             | 8 min 05 s 07               |
| 1982 printemps (avril) (25 yd)           |                     | Jeff Kostoff                     | 1965      | 17  | Industry Hills                 | 8 min 49 s 97               |
| 1982 été (août) (50 m)                   | Indianapolis, In    | Tony Corbisiero                  |           |     | Gotham Aquatics                | 7 min 58 s 50               |
| 1983 printemps (avril) (25 yd)           | Indianapolis, In    | Jeff Kostoff                     | 1965      | 18  | Industry Hills                 | 8 min 48 s 57               |
| 1983 été (août) (50 m)                   | Clovis, Ca          | Jeff Kostoff                     | 1965      | 18  | Industry Hills                 | 7 min 58 s 31               |
| 1984 printemps (mars) (50 m)             |                     | Jeff Kostoff                     | 1965      | 19  | Industry Hills                 | 8 min 02 s 60               |
| 1984 sélections olympiques (juin) (50 m) |                     | non disputé                      |           |     |                                |                             |
| 1984 été () (50 m)                       |                     | John Mykkanen                    |           |     | Irvine Novaquatics             | 7 min 58 s 24               |
| 1985 printemps (avril) (25 yd)           | Monterey Park, Ca   | Mike O'Brien                     |           |     | Mission Viejo                  | 8 min 47 s 38               |
| 1985 été (août) (50 m)                   | Mission Viejo, Ca   | Dan Jorgensen                    | 1968      | 17  | Mission Viejo                  | 7 min 58 s 71               |
| 1986 printemps (mars) (25 yd)            | Orlando, Fl         | Dan Jorgensen                    | 1968      | 18  | Mission Viejo                  | 8 min 48 s 57               |
| 1986 été (août) (50 m)                   | Santa Clara, Ca     | Gary Brinkman                    |           |     | San Jose                       | 8 min 02 s 08               |
| 1987 printemps (mars) (25 yd)            | Mission Bay, Fl     | Mariusz Podkoscielny             |           |     | Mission Viejo                  | 8 min 54 s 93               |
| 1987 été (juillet) (50 m)                | Clovis, Ca          | Sean Killion                     |           |     | Jersey Wahoos                  | 7 min 52 s 45 RUSA          |
| 1988 printemps (mars) (50 m)             | Orlando, Fl         | Artur Wojdat Lars Jorgensen      | 1968      | 20  | Mission Viejo Rancho Bernardo  | 7 min 57 s 59 8 min 03 s 59 |
| 1988 été (août) (50 m)                   |                     | ?                                |           |     |                                |                             |
| 1989 printemps (mars) (25 yd)            | Chapel Hill, NC     | Chad Hundeby                     |           |     | Nova                           | 9 min 01 s 53               |
| 1989 été (août) (50 m)                   | Los Angeles, CA     | Dan Jorgensen                    | 1968      | 21  | Rancho Bernardo                | 7 min 56 s 61               |
| 1990 printemps (mars) (25 yd)            | Nashville, TE       | Eric Diehl                       |           |     | Mission Viejo                  | 8 min 58 s 26               |
| 1990 été (août) (50 m)                   | Austin (TX)         | Dan Jorgensen                    | 1968      | 22  | Rancho Bernardo                | 7 min 59 s 97               |
| 1991 printemps (avril) (50 m)            | Federal Way, WA     | Lawrence Frostad                 |           |     | Longhorn Aquatics              | 8 min 01 s 17               |
| 1991 été (août) (50 m)                   | Fort Lauderdale, FL | Lars Jorgensen                   |           |     | Blue Fins                      | 8 min 02 s 56               |
| 1992 sélections olympiques (mars) (50 m) | Indianapolis, In    | Lawrence Frostad                 |           |     | Texas                          | 8 min 06 s 63               |
| 1992 été (août) (50 m)                   | Mission Viejo, Ca   | Lars Jorgensen                   |           |     | Blue Fins                      | 7 min 59 s 46               |
| 1993 printemps (avril) (50 m)            | Nashville, TE       | Chad Carvin                      | 1974      | 19  | Unattached Arizona             | 8 min 10 s 70               |
| 1993 été (juillet) (50 m)                | Austin (TX)         | Peter Wright (en)                |           |     | Jersey Wahoos                  | 7 min 58 s 90               |
| 1994 printemps (avril) (50 m)            | Federal Way, WA     | Tom Dolan                        | 1975      | 19  | Curl-Burke                     | 7 min 56 s 33               |
| 1994 été (août) (50 m)                   | Indianapolis, In    | Tom Dolan                        | 1975      | 19  | Curl-Burke                     | 8 min 04 s 34               |
| 1995 printemps (mars) (50 m)             | Minneapolis, MN     | Andy Potts                       |           |     | Eastern Express                | 8 min 10 s 00               |
| 1995 été (août) (50 m)                   | Pasadena, CA        | Peter Wright (en)                |           |     | Jersey Wahoos                  | 8 min 06 s 27               |
| 1996 printemps (février) (50 m)          | Orlando, Fl         | Yann De Fabrique Scott Goldblatt |           |     | Bolles School Berkeley Aquatic | 8 min 19 s 40 8 min 24 s 05 |
| 1996 sélections olympiques (mars) (50 m) | Indianapolis, In    | Non disputé                      |           |     |                                |                             |
| 1996 été (août) (50 m)                   | Fort Lauderdale, FL | Lawrence Frostad                 |           |     | Mass Bay Marlins               | 8 min 02 s 64               |
| 1997 printemps (février) (50 m)          | Buffalo, NY         | Timothy Siciliano                |           |     | North Coast                    | 8 min 09 s 96               |
| 1997 été (juillet) (50 m)                | Nashville, TE       | Timothy Siciliano                |           |     | North Coast                    | 8 min 02 s 83               |
| 1998 printemps (avril) (50 m)            | Minneapolis, MN     | Tom Dolan                        | 1975      | 23  | Unattached                     | 8 min 00 s 80               |
| 1998 été (août) (50 m)                   | Clovis, Ca          | Chris Thompson                   |           |     | Club Wolverine                 | 7 min 58 s 26               |
| 1999 printemps (avril) (50 m)            | Long Island, NY     | Brendan Nligan                   |           |     | Nassau Long Island             | 8 min 11 s 12               |
| 1999 été (août) (50 m)                   | Minneapolis, MN     | Ryk Neethling Chad Carvin        |           |     | Hillenbrand Mission Viejo      | 7 min 59 s 41 8 min 00 s 53 |
| 2000 printemps (mars) (50 m)             |                     | Tom Dolan                        | 1975      | 25  | Curl-Burke                     | 7 min 56 s 65               |
| 2000 sélections JO (août) (50 m)         | Indianapolis, In    | non disputé                      |           |     |                                |                             |
| 2001 printemps (avril) (50 m)            | Austin (TX)         | Chad Carvin                      | 1974      | 27  | Mission Viejo                  | 7 min 56 s 39               |
| 2001 été (août) (50 m)                   | Fresno, CA          | Francis Crippen                  |           |     | Germantown AAC                 | 7 min 59 s 86               |
| 2002 printemps (mars) (50 m)             | Minneapolis, MN     | Francis Crippen                  |           |     | Germantown AAC                 | 7 min 57 s 04               |
| 2002 été (août) (50 m)                   | Fort Lauderdale, FL | John Cole                        |           |     | Gator Swim Club                | 8 min 01 s 39               |
| 2003 printemps (avril) (50 m)            | Indianapolis, In    | Larsen Jensen                    | 1985      | 18  | Mission Viejo                  | 7 min 54 s 86               |
| 2003 été (août) (50 m)                   | College Park, MA    | Larsen Jensen                    | 1985      | 18  | Mission Viejo                  | 7 min 57 s 35               |
| 2004 printemps (février) (50 m)          | Orlando, Fl         | Larsen Jensen                    | 1985      | 19  | Mission Viejo                  | 7 min 53 s 29               |
| 2004 sélections JO (juillet) (50 m)      | Long Beach, CA      | non disputé                      |           |     |                                |                             |
| 2004 été (août) (50 m)                   | Stanford, CA        | Jim Mortimer                     | 1982      | 22  | Mission Viejo                  | 8 min 02 s 90               |
| 2005 Sélections CM (avril) (50 m)        | Indianapolis, In    | Larsen Jensen                    | 1985      | 20  | Club Wolverine                 | 7 min 54 s 22               |
| 2005 été (août) (50 m)                   | Irvine, Ca          | Klete Keller                     | 1982      | 23  | Club Wolverine                 | 7 min 56 s 66               |
| 2006 printemps (mars) (50 m)             | Federal Way, WA     | Justin Mortimer                  | 1982      | 24  | Mission Viejo                  | 8 min 03 s 05               |
| 2006 été (août) (50 m)                   | Irvine, Ca          | non disputé                      |           |     |                                |                             |
| 2007 printemps (mars) (50 m)             | East Meadow, NY     | Robert Margalis                  | 1982      | 25  | SPA, FL                        | 8 min 02 s 13               |
| 2007 été (juillet) (50 m)                | Indianapolis, In    | Erik Vendt                       | 1981      | 26  | Club Wolverine                 | 7 min 49 s 75               |
| 2008 Sélections JO (juillet) (50 m)      | Omaha               | non disputé                      |           |     |                                |                             |
| 2009 Sélections CM (juillet) (50 m)      | Indianapolis        | non disputé                      |           |     |                                |                             |
| 2010 (août) (50 m)                       | Irvine (Californie) | non disputé                      |           |     |                                |                             |
| 2011 (août) (50 m)                       | Palo Alto           | non disputé                      |           |     |                                |                             |
| 2012 Sélections JO (juillet) (50 m)      | Omaha               | non disputé                      |           |     |                                |                             |